# Národní divadlo moravskoslezské
Le Národní divadlo moravskoslezské (littéralement en français Théâtre national de Moravie-Silésie), est le plus grand théâtre professionnel de la région de Moravie-Silésie. 
Basé à Ostrava, il possède deux scènes : le Divadlo Antonína Dvořáka (cs) et le Divadlo Jiřího Myrona (cs). À sa création, le théâtre compte quatre ensembles artistiques : opéra, opérette, théâtre et ballet. L'association portant ce nom est fondée au milieu de l'année 1918, mais n'a officiellement commencé ses activités que le 12 août 1919. Son objectif principal était de construire un bâtiment pour une scène professionnelle tchèque permanente à Ostrava. Le théâtre a ensuite repris son nouveau nom historique en 1995.

## Noms
- 1919 : Národní divadlo moravsko-slezské (NDMS)
- 1941 : České divadlo moravskoostravské (ČDMO)
- 1945 : Zemské divadlo v Ostravě (ZDO)
- 1948 : Státní divadlo v Ostravě (SDO)
- 1995 : Národní divadlo moravskoslezské (NDM)

## Metteurs en scène
- Václav Jiřikovský (cs) (1919–1923)
- František Uhlíř (1923–1926)
- Miloš Nový (1926–1930)
- Ladislav Knotek (1930–1939)
- Karel Jičínský (1939–1939)
- Jan Škoda (cs) (1940–1942)
- Jiří Myron (1942–1946)
- Stanislav Langer (1946–1948)
- Antonín Kurš (1948–1952)
- Drahoš Želenský (1952–1953)
- Miloslav Holub (1954–1956)
- Vladislav Hamšík (1956–1971)
- Zdeněk Starý (1971–1988)
- Dalibor Malina (1989–1991)
- Ilja Racek mladší (1991–1998)
- Luděk Golat (1998–2009)
- Jiří Nekvasil (depuis 2010)

## Directeurs
| 1919–1927 Emanuel Bastl      | 1949–1956 Rudolf Vašata      | 1979–1990 Václav Návrat     |
| 1927–1943 Jaroslav Vogel     | 1956–1958 Jaroslav Vincourek | 1990–1991 Miloslav Nekvasil |
| 1943–1944 Jaroslav Krombholc | 1958–1962 Bohumil Gregor     | 1991–1992 Ivan Pařík        |
| 1945–1947 Zdeněk Chalabala   | 1962–1968 Zdeněk Košler      | 1992–2006 Luděk Golat       |
| 1947–1948 Jaroslav Vogel     | 1968–1978 Jiří Pinkas        | 2006–2010 Oliver Dohnányi   |

## Directeurs musicaux
- 2010–2015  : Robert Jindra
- 2015–2020 : Jakub Klecker
- depuis 2020 : Marek Šedivý